# Samsung Electronics
Samsung Electronics (SEC, en coreano: 삼성전자, KRX: 005930, KRX: 005935, LSE: SMSN, LSE: SMSD) es una multinacional electrónica y de tecnologías de punta de la información con sede en Samsung Town, Seúl, Corea del Sur. Es la principal subsidiaria del Grupo Samsung.
Con plantas de ensamble y redes de venta en 65 países, Samsung Electronics cuenta con más de 200.000 empleados.
En el año 2009, la compañía logró la posición dominante a nivel mundial como el mayor fabricante de productos IT sobrepasando a Hewlett Packard, el líder anterior. Sus ingresos por ventas en las áreas de pantallas LCD y LED, así como de chips de computadora, ponen a Samsung Electronics como la compañía número uno a nivel mundial en este segmento.
Algunos de los productos de Samsung Electronics más conocidos son los televisores con retroiluminación sobre la base de LED, televisores LCD convencionales y la línea de productos Galaxy, tanto teléfonos inteligentes como tablets. De hecho, con el modelo de teléfono Galaxy S, la línea de teléfonos inteligentes de Samsung Electronics ha mantenido la segunda mejor posición en el mercado mundial por algún tiempo. La línea de tabletas, en tanto, fue sacada al mercado como una competencia directa con el iPad de Apple Inc..
En el segmento de televisores, la posición de Samsung Electronics en el mercado es dominante. Desde hace diecisiete años a contar de 2006, la compañía ha mantenido el primer lugar mundial en ventas. En el mercado global de paneles LCD, la compañía ha mantenido la posición dominante por ocho años consecutivos.

## Historia
Samsung Electronics fue fundada el 1 de noviembre de 1969 en Daegu, coreano como Samsung Electric Industries, fabricando originalmente electrodomésticos como televisores, calculadoras, refrigeradores, acondicionadores de aire y lavavajillas. Hacia 1981, la compañía había fabricado más de diez millones de televisores blanco y negro. En 1988 se fusionó con otra subsidiaria de Samsung Group, Samsung Semiconductor & Communications.
Es de destacar que Samsung Electronics ha crecido a pasos agigantados en una industria que se caracteriza por tener fluctuaciones cíclicas. Fundada en 1938 como una empresa procesadora de alimentos y proveedora de textiles, la compañía madre entró recién en el negocio de la electrónica en 1969 cuando creó a su alero una subsidiaria de componentes electrónicos. Fue una decisión tomada luego de considerar la creciente demanda local por productos electrónicos.
Solo un año después de la fundación de Samsung Electronics, el Grupo Samsung creó en 1970 otra subsidiaria en alianza con NEC, Samsung-NEC, con el fin de fabricar bienes de consumo domésticos y dispositivos audiovisuales. En 1974 se expandió al negocio de los semiconductores al adquirir Korea Semiconductor, una de las primeras empresas fabricantes de chips electrónicos en el país en esa época. En 1980 se adquirió Korea Telecommunications, un fabricante de intercambiadores electrónicos.
En febrero de 1983, el fundador de Samsung, Lee Byung-chul hizo un anunció que "hizo época", conocido como "la declaración de Tokio", afirmando que su compañía entraría en el negocio de la DRAM (Dynamic Random Access Memory). Solo un año después de este anuncio, Samsung se transformó en la tercera compañía en el mundo en desarrollar el chip de memoria de 64 kb DRAM luego de sus predecesores estadounidenses y japoneses. El camino iniciado entonces ha seguido sin interrupciones hasta convertirse hoy en día en una compañía pionera en la industria de chips de memoria.
Aunque Samsung Electronics hacia 1990 era ya una de las compañías más grandes de Corea, es hoy en día con diferencia la más importante, con una influencia sin rival en la economía del país sobre la base de una gran red de proveedores y compañías asociadas, así como por su propia potencia como generadora de divisas. Desde el comienzo de la crisis financiera asiática de 1997, la compañía se ha hecho aún más poderosa: mientras otras compañías de alta tecnología fueron fuertemente golpeadas por problemas de flujo de caja a causa de la crisis, Samsung logró evitar problemas financieros por medio de reformas estructurales de magnitud.
Una vez superada la crisis, Samsung emergió como una corporación de carácter global. Por cuatro años consecutivos desde 2000 a 2003, declaró ganancias netas mayores a un 5% cuando 16 grandes conglomerados de los 30 principales del país se declararon en quiebra al fragor de una crisis sin precedentes.

En 2009 y 2010, los Estados Unidos y la Unión Europea multaron a Samsung junto a otros 8 fabricantes de chips de memoria por participar en una colusión para fijar precios entre 1999 y 2002. Otras de las empresas multadas fueron Infineon Technologies, Elpida Memory (Hitachi y NEC) y Micron Technology. En diciembre de 2010 la Unión Europea otorgó inmunidad a Samsung Electronics por su colaboración al reconocer su participación junto a otras empresas (LG Display, AU Optronics, Chimei InnoLux, Chunghwa Picture Tubes y HannStar Display) en otro acuerdo de fijación de precios.
En abril de 2011, Samsung Electronics vendió su división de discos duros a Seagate por cerca de 1.400 millones de dólares pagándose en parte con canje accionario y otra parte en efectivo.

### Crecimiento empresarial y de marca
Hace solo diez años, el objetivo principal de Samsung era el de equipararse con sus rivales japoneses, pero hoy en día la empresa ya ha superado a los principales fabricantes del Japón de productos electrónicos en muchas categorías: en términos de cuota de mercado global, Samsung es la número uno en televisores de pantalla plana y chips de memoria; es número uno en teléfonos móviles y es uno de los principales proveedores de otros electrodomésticos.
En 2005, Samsung sobrepasó a Sony por primera vez para convertirse en la mayor y más popular marca de electrónica de consumo de acuerdo a mediciones realizadas por Interbrand. En 2006, Business Week clasificó a Samsung en el número 20 de su lista de marcas globales, y segunda en la industria de la electrónica. Business Week también clasificó a Samsung como la compañía número 20 en innovación. En enero de 2007, BrandFinance clasificó a la compañía como la marca global número 1 en electrónica. En el mismo año, la división de telefonía móvil de Samsung Electronics sobrepasó a su rival estadounidense Motorola, convirtiéndose así en la segunda compañía más grande del mundo en este ramo solo detrás de la finlandesa Nokia.
En 2009, Samsung sobrepasó a Siemens de Alemania y Hewlett-Packard de los Estados Unidos como la compañía número 1 en la lista de las principales empresas de tecnología a nivel mundial con unos ingresos estimados en poco más de 117 mil millones de dólares. Por otra parte, la división de semiconductores de Samsung se ha convertido en el principal fabricante mundial de chips de memoria y el segundo en el rubro de los semiconductores.
Para convertirse en marca mundial en el negocio de la electrónica, Samsung ha invertido grandes cantidades de dinero en publicidad y posicionamiento de marca. Como parte de esta estrategia, la compañía diseñó en 1996 un plan para auspiciar eventos deportivos de gran convocatoria; así, la empresa tuvo éxito en convertirse en el auspiciador oficial de los Juegos Olímpicos de Nagano 1998. Actualmente, Samsung es el nombre que frecuentemente aparece relacionado con grandes eventos deportivos.
Pese a haberse transformado en un gigante en el negocio tecnológico global, el presidente de Samsung, Lee Kun-hee, es célebre por estar continuamente llamando la cautela sobre el futuro de la empresa y eventuales crisis venideras. Desde que regresó de un mini retiro en marzo de 2010, el señor Lee dijo: "El futuro de Samsung Electronics no está garantizado, pues muchos de nuestros productos estrella estarán obsoletos de aquí a diez años."
El reconocimiento mundial de marca de Samsung Electronics ha mejorado progresivamente. De acuerdo a la empresa consultora de marcas británica Millward Brown, Samsung se sitúa en el puesto 68 de su lista de las 100 principales marcas mundiales y afirma que ha sido una de las marcas globales más valoradas y cuyo crecimiento ha sido el más notorio durante el periodo 2009-10. Como valor de marca, la estima en unos 1100 millones de dólares, evidenciando un crecimiento de un 80% en su valor. De 2018 a 2023, Samsung Electronics se ha convertido en un jugador importante, especialmente en el mercado de monitores, plegables y televisores. Además, el gigante tecnológico de Corea del Sur lidera el mercado en lo que respecta a las pantallas Micro LED y QLED. Como resultado, la línea de monitores de juegos, teléfonos inteligentes plegables y televisores inteligentes Odeyssey de Samsung ha ganado una participación de mercado considerable.
En 2025, la Reseña anual del Sistema de La Haya de la Organización Mundial de la Propiedad Intelectual (OMPI) clasificó a Samsung Electronics como el sexto lugar mundial en número de solicitudes de registro de dibujos y modelos industriales realizadas en el marco del Sistema de La Haya, con 426 solicitudes realizadas durante 2024. El año anterior obtuvo el primer lugar en la misma clasificación con 544 solicitudes.

## Controversias

### Condiciones de trabajo
La justicia brasileña demandó a Samsung en 2013 por las condiciones de trabajo en sus fábricas ubicadas en Brasil. Las jornadas de quince horas, la falta de asientos en la cadena de montaje, la falta de descansos y vacaciones y el acoso fueron los principales motivos de la demanda. Según las autoridades, un trabajador sólo tiene 65 segundos para montar un televisor y 6 segundos para empaquetar un teléfono móvil.

### Obsolescencia programada
En 2019, la vida útil de una lavadora Samsung es de solo 3,8 años. La asociación Halte à l'obsolescence programmée y Murfy, empresa especializada en la reparación de electrodomésticos, cuestionan en particular "la intencionalidad de la irreparabilidad", tanto que las piezas de recambio que permitirían reparar estos aparatos se hacen inaccesibles y muy caras por el fabricante. Además sacaron la versión UN en televisores que duran 2.2 años problemas en las tarjetas en las pantallas de la por los cuales el cliente emigra a otras marcas más confiables.

### Bloqueo contra el Mercado Gris en México
En octubre de 2023, algunos fabricantes de dispositivos móviles, entre ellos Samsung, anunciaron una nueva medida para la inhabilitación de dispositivos adquiridos mediante el "Mercado Gris" en México, es decir, dispositivos comprados por canales no oficiales de la misma empresa.
Al inicio comenzó alertando a sus usuarios mediante notificaciones que en algunos días serían inhabilitados sus dispositivos, al momento de llegar la fecha anunciada, estos fueron inhabilitados totalmente, al punto de no poder usarse con ningún propósito, esto trajo críticas por parte de sus usuarios, así como de algunas asociaciones, cómo Red de La Defensa de los Derechos Digitales, argumentando que estas acciones violan los derechos del consumidor de poder elegir por qué medio desean adquirir un dispositivo, tal como señala la NOM-184-SCFI-2018 en el párrafo 11.3
Finalmente, el 20 de octubre de 2023, Samsung anunció el fin de los bloqueos, esto por decisión del Instituto Federal de Telecomunicaciones y la Procuraduría Federal del Consumidor, dónde llamaban a los fabricantes a la suspensión inmediata de los bloqueos y convocar a formar parte de un grupo de trabajo a fin de implementar acciones contra el mercado gris.

## Áreas de negocio
Samsung Electronics se enfoca en 5 áreas: Medio Digital, semiconductores, Redes de Telecomunicaciones, comida en sectores financieros muy reconocidos, y aplicaciones de pantallas LCD.
El área de negocio sobre Medios digitales cubre dispositivos computacionales tales como ordenadores portátiles e impresoras láser, pantallas digitales como televisores y monitores de computador y dispositivos de electrónica de consumo tales como reproductores de DVD, reproductores de MP3 o videocámaras digitales y dispositivos para el hogar como refrigeradores, aire acondicionado, purificadores de aire, lavadoras, horno de microondas y aspiradoras.

## Productos
Samsung Electronics fabrica productos en varias categorías:
- Semiconductores: DRAM, SDRAM, Memoria flash
- Discos Duros
- Pantallas Digitales: Pantallas LCD, Pantallas LED, Pantallas de Plasma, Pantallas OLED

### Samsung Mobile

Logo de Samsung Galaxy.

La empresa de Samsung Mobile es el nombre comercial de la división de teléfonos inteligentes de la compañía surcoreana.
Los teléfonos móviles Samsung usan las tecnologías utilizadas por los principales operadores de telecomunicación móvil en el mundo: CDMA, GSM, GPRS y HSDPA.
Desde 2012, Samsung domina el mercado de teléfonos móviles a nivel mundial, llevándose el 27 % del mercado, seguida de la estadounidense Microsoft Mobile (11,6 %) y de la también estadounidense Apple con 10,8 %. Samsung también domina en el sistema operativo Android a nivel mundial, con 63,3 % del mercado.